# Tour de France 2007/19. Etappe
| Etappe 19                          |                     |                         |
| Ergebnis der 19. Etappe            |                     |                         |
| Etappensieger                      | Levi Leipheimer     | 1:02:45 h (53,068 km/h) |
| Zweiter                            | Cadel Evans         | + 0:51 min              |
| Dritter                            | Wladimir Karpez     | + 1:56 min              |
| Vierter                            | Jaroslaw Popowytsch | + 2:01 min              |
| Fünfter                            | Alberto Contador    | + 2:18 min              |
| Sechster                           | José Iván Gutiérrez | + 2:27 min              |
| Siebter                            | George Hincapie     | + 2:33 min              |
| Achter                             | Óscar Pereiro       | + 2:36 min              |
| Neunter                            | Leif Hoste          | + 2:48 min              |
| Zehnter                            | Mikel Astarloza     | + 2:50 min              |
| Zwischenstände nach der 19. Etappe |                     |                         |
| Gelbes Trikot                      | Alberto Contador    | 87:09:18 h              |
| Zweiter                            | Cadel Evans         | + 0:23 min              |
| Dritter                            | Levi Leipheimer     | + 0:31 min              |
| Grünes Trikot                      | Tom Boonen          | 234 P.                  |
| Zweiter                            | Robert Hunter       | 210 P.                  |
| Dritter                            | Erik Zabel          | 206 P.                  |
| Gepunktetes Trikot                 | Mauricio Soler      | 206 P.                  |
| Zweiter                            | Alberto Contador    | 128 P.                  |
| Dritter                            | Jaroslaw Popowytsch | 104 P.                  |
| Weißes Trikot                      | Alberto Contador    | 87:09:18 h              |
| Zweiter                            | Mauricio Soler      | + 16:41 min             |
| Dritter                            | Amets Txurruka      | + 49:24 min             |
| Teamwertung                        | Discovery Channel   | 261:39:03 h             |
| Zweiter                            | Caisse d’Epargne    | + 19:31 min             |
| Dritter                            | Team CSC            | + 22:10 min             |

Die 19. Etappe der Tour de France 2007 am 28. Juli war 55,5 Kilometer lang und führte die Fahrer von Cognac ostwärts durch das Département Charente in der Region Poitou-Charentes nach Angoulême. Es war das zweite und letzte Einzelzeitfahren der Rundfahrt.
Der gesamte Zeitfahrparcour war, im Gegensatz zum ersten Einzelzeitfahren auf der 13. Etappe, flach und ein typischer Kurs für Rouleure mit langen Geraden. Lediglich auf dem Weg zum zweiten Zwischenzeitmesspunkt bei Rennkilometer 35 in Saint-Genis-d’Hiersac musste ein kleiner, aber leichter Anstieg überwunden werden. Die weiteren Zwischenzeitmesspunkte lagen bei den Rennkilometern 17,5 in Siginge und 50,1 am Point Média. Die Verpflegungsstelle für die Fahrer folgte nach 26,5 gefahrenen Kilometern in Rouillac.
Als erster Fahrer ging um 11.20 Uhr Wim Vansevenant von Predictor-Lotto, zu diesem Zeitpunkt 141. und Letzter im Gesamtklassement mit 3:45:01 Stunden Rückstand auf den Führenden im Gesamtklassement, Alberto Contador, an den Start. Danach folgten im Abstand von zwei Minuten alle Fahrer mit Ausnahme der besten 20, die in einem Abstand von drei Minuten an den Start gingen. Während der Tagesfavorit, der Zeitfahrweltmeister Fabian Cancellara, bereits um 12.32 Uhr auf die Strecke rollte, folgte Contador als letzter Starter des Fahrerfeldes um 16.20 Uhr.
Das erste Duell des Tages lieferten sich der Belgier Leif Hoste und Fabian Cancellara. Nachdem Hoste an den drei Messpunkten und im Ziel die ersten Richtzeiten gesetzt hatte, folgte Cancellara, der sich nach seinem schwachen Abschneiden im ersten Zeitfahren viel vorgenommen hatte. Zunächst konnte er an der ersten Zwischenzeit Hoste knapp unterbieten, fiel in der Folge aber immer weiter zurück und beendete das Zeitfahren schließlich als Tageszwölfter mit einer Zeit von 1:05:39 Stunden und somit 2:55 Minuten hinter dem Sieger. Bis die letzten Fahrer an den Start gingen, hatten der US-Amerikaner George Hincapie, der spanische Zeitfahrmeister José Iván Gutiérrez und der Russe Wladimir Karpez Hostes Zeit unterboten und lagen an der Spitze des Klassements.
Mit Levi Leipheimer und Cadel Evans, die im Zeitfahren stärker als Contador eingeschätzt wurden, hatten noch zwei Fahrer theoretische Chancen auf ihren ersten Gesamtsieg bei einer dreiwöchigen Landesrundfahrt. Leipheimer ging mit einem Rückstand von 59 Sekunden auf Evans ins Rennen, der wiederum 1:50 Minuten hinter Contador lag. Am ersten Messpunkt unterbot Leipheimer die dort gehaltene Bestzeit des Russen Karpez um 39 Sekunden, während auch Evans und Contador unter dieser blieben, jedoch bereits Zeit auf Leipheimer verloren hatten. Auch an der zweiten Zwischenzeit egalisierte Leipheimer die bisherige Bestzeit und hatte dort bereits 34 Sekunden des 59-Sekunden-Rückstandes auf Evans wettgemacht. Evans wiederum hatte den Rückstand auf Contador zu diesem Zeitpunkt halbiert, der bei nur noch 55 Sekunden lag. Diese Trends setzten sich auch am dritten Zwischenzeitmesspunkt, 5,4 Kilometer vor dem Zielstrich, fort. Der weiter in Führung liegende Leipheimer lag nur noch acht Sekunden hinter Evans und auch Contadors Vorsprung auf Evans war auf nur noch 32 Sekunden zusammengeschmolzen. Im Ziel sicherte sich Levi Leipheimer schließlich seinen ersten Etappensieg bei der Tour de France mit 51 Sekunden Vorsprung auf Cadel Evans, der bereits das erste Einzelzeitfahren hinter dem später des Doping überführten Alexander Winokurow als Tageszweiter beendet hatte. Den dritten Platz belegte Wladimir Karpez mit 1:56 Minuten Rückstand. Alberto Contador kam als Fünfter 2:18 Minuten hinter dem Tagessieger ins Ziel.
In der Gesamtwertung konnte Alberto Contador das Gelbe Trikot mit einem Vorsprung von 23 Sekunden auf Cadel Evans verteidigen. Dahinter verkürzte Levi Leipheimer als Gesamtdritter seinen Rückstand auf 31 Sekunden. Contador baute zudem seine Führung in der Nachwuchswertung auf Mauricio Soler weiter aus. In der Punktewertung blieb Tom Boonen an der Spitze, ebenso wie Soler in der Bergwertung. Das Team Discovery Channel, das drei Fahrer unter den ersten fünf des Tagesklassements platzieren konnte, verteidigte die Führung in der Teamwertung, in der die Mannschaft Caisse d’Epargne den zweiten Platz übernahm. Vor der Etappe war der Baske Amets Txurruka vom Team Euskaltel-Euskadi als kämpferischster Fahrer der gesamten Tour ausgezeichnet worden.

## Zwischenstände
1. Zwischenzeitmesspunkt in Siginge (Kilometer 17,5) (64 m ü. NN)
| Erster   | Levi Leipheimer     | 19:36 min  |
| Zweiter  | Cadel Evans         | + 0:14 min |
| Dritter  | Alberto Contador    | + 0:36 min |
| Vierter  | Wladimir Karpez     | + 0:39 min |
| Fünfter  | Kim Kirchen         | + 0:41 min |
| Sechster | Carlos Sastre       | + 0:43 min |
| Siebter  | Jaroslaw Popowytsch | + 0:46 min |
| Achter   | Mikel Astarloza     | + 0:48 min |
| Neunter  | José Iván Gutiérrez | + 0:49 min |
| Zehnter  | Christopher Horner  | + 0:50 min |

2. Zwischenzeitmesspunkt in Saint-Genis-d’Hiersac (Kilometer 35) (134 m ü. NN)
| Erster   | Levi Leipheimer     | 39:44 min  |
| Zweiter  | Cadel Evans         | + 0:34 min |
| Dritter  | Wladimir Karpez     | + 1:13 min |
| Vierter  | Jaroslaw Popowytsch | + 1:28 min |
| Fünfter  | Alberto Contador    | + 1:29 min |
| Sechster | José Iván Gutiérrez | + 1:44 min |
| Siebter  | Óscar Pereiro       | + 1:45 min |
| Achter   | Mikel Astarloza     | + 1:46 min |
| Neunter  | Kim Kirchen         | + 1:50 min |
| Zehnter  | George Hincapie     | + 1:57 min |

3. Zwischenzeitmesspunkt am Point Média (Kilometer 50,1)
| Erster   | Levi Leipheimer     | 57:14 min  |
| Zweiter  | Cadel Evans         | + 0:51 min |
| Dritter  | Wladimir Karpez     | + 1:46 min |
| Vierter  | Jaroslaw Popowytsch | + 1:50 min |
| Fünfter  | Alberto Contador    | + 2:09 min |
| Sechster | José Iván Gutiérrez | + 2:19 min |
| Siebter  | George Hincapie     | + 2:25 min |
| Achter   | Óscar Pereiro       | + 2:26 min |
| Neunter  | Mikel Astarloza     | + 2:36 min |
| Zehnter  | Leif Hoste          | + 2:37 min |